# Saint-Sornin-la-Marche
Saint-Sornin-la-Marche, okzitanisch Sent Sòrnin la Marcha, ist eine französische Gemeinde mit 224 Einwohnern (Stand 1. Januar 2022). Sie gehört zur Region Nouvelle-Aquitaine, zum Département Haute-Vienne, zum Arrondissement Bellac und zum Kanton Châteauponsac. Sie grenzt 
- im Nordwesten an Val-d’Oire-et-Gartempe,
- im Nordosten an Oradour-Saint-Genest,
- im Osten an Le Dorat,
- im Südosten an Saint-Ouen-sur-Gartempe,
- im Süden an La Croix-sur-Gartempe
- im Westen an Saint-Bonnet-de-Bellac.

Die Gemeinde wird im Westen vom Fluss Gartempe abgegrenzt.

## Bevölkerungsentwicklung
| Jahr      | 1962 | 1968 | 1975 | 1982 | 1990 | 1999 | 2008 | 2018 |
| --------- | ---- | ---- | ---- | ---- | ---- | ---- | ---- | ---- |
| Einwohner | 465  | 429  | 408  | 309  | 298  | 239  | 246  | 250  |